# Stenopogon subtus
Stenopogon subtus är en tvåvingeart som först beskrevs av Stanley Willard Bromley 1935.  Stenopogon subtus ingår i släktet Stenopogon och familjen rovflugor. Inga underarter finns listade i Catalogue of Life.